# Bulletin of the American Museum of Natural History
Bulletin of the American Museum of Natural History  (Boletín del Museo americano de Historia Natural) (Bull. Am. Mus. Nat. Hist.) es una revista científica revisada por pares en los campos de la zoología, paleontología, y geología. Es parte de un grupo de revistas publicadas por el Museo americano de Historia Natural, generalmente referida como el Boletín para distinguirla de otras series de revistas del museo.
El Bulletin se fundó en 1881, originalmente para artículos cortos. Uno de sus primeros editores fue el zoólogo y ornitólogo Joel Asaph Allen. Científicos y naturalistas que publicaron en la revista en sus años tempranos incluyen a John William Dawson, Lucius Eugene Chittenden, Jules Marcou, Ezra Brainerd, Edgar Alexander Mearns, Maximilian von Wied.
En los 1920s, la función de artículos cortos se llevó a la serie Novitates , y el Bulletin empezó a publicar papeles más largos que anteriormente se remitían a la serie Memoirs. En 1907, empezó con el volumen 23, la información en asuntos antropológicos se publicó en Papeles Antropológicos. El Bulletin es desde 2009, publiacado en intervalos irregulares.